# Guir
Guir  (in arabo كير‎?) è un centro abitato e comune rurale del Marocco situato nella provincia di Midelt, regione di Drâa-Tafilalet. Conta una popolazione di 4 022 abitanti (censimento 2014).